# オフィシーナ・デ・エンビガド
オフィシーナ・デ・エンビガド（スペイン語: Oficina de Envigado）は、コロンビアの犯罪組織。メデジン・カルテルの実行部隊として創設され、現在は実質的な後継となっている。
創設者のディエゴ・ムリーリョ・ベハラノはコロンビア人民解放軍(EPL)の元ゲリラで、EPLの脱退後メデジン・カルテルの幹部の1人であるフェルナンド・ガレアノ・ベリオに雇われ、部下の指揮を任されたのが起源である。
当初はパブロ・エスコバルの命令により荒事を引き受けていたが、エスコバルがベラハノの雇い主であるガレアノを殺害したため、カリ・カルテルおよびその暗殺部隊であるLos Pepes(コロンビア自衛軍連合,AUC)に転向する。メデジンおよびカリのカルテルが消滅した後、ベラハノが指揮の一角を担ったAUCと共謀してメデジンからパナマ国境地帯を含むコロンビア北部沿岸にまたがる大規模な麻薬密売活動を行い、AUCの解体後は元戦闘員の一部が加入した。
現在、創設者のベラハノが2008年にアメリカ合衆国の刑務所に連行され、その後も多くの幹部が逮捕されているが、組織が細分化されたため未だ勢力を保っていると言われる 。
また、メキシコのロス・セタスやイタリアのコーサ・ノストラなどとも同盟を結んでいる。